# Rhodesia i olympiska sommarspelen 1960
Rhodesia (Centralafrikanska federationen) deltog med 14 deltagare vid de olympiska sommarspelen 1960 i Rom. Ingen av landets deltagare erövrade någon medalj.